# Rose (film)
 For alternative betydninger, se Rose (flertydig). (Se også artikler, som begynder med Rose)
Rose er en dansk spillefilm fra 2022 instrueret af Niels Arden Oplev.
Filmen blev ved bodiluddelingen i 2023 nomineret til tre priser, hvoraf Sofie Gråbøl vandt Årets Bodil for bedste kvindelige hovedrolle for rollen som filmens hovedperson Rose og Lene Maria Christensen modtog en bodil for bedste kvindelige birolle.

## Handling
I sensommeren 1997 ankommer Ellen og hendes mand Vagn på en institution i Nordjylland, for at hente Ellens sindslidende søster Inger. Sammen skal de på en planlagt kulturrejse til Paris med en busfuld af forventningsfulde nordjyske borgere. Iblandt de rejsende er overlæreren Skelager, som hurtigt gør sig selv til forkæmperen imod det anormale, men hans nervøse søn Christian opbygger et venskab med Inger, som kun bliver stærkere i takt med de nærmer sig Paris. Men Inger har en skjult dagsorden, og inddrager Ellen, Vagn og Christian i kæde af begivenheder, der styrer væk fra den guidede tour og fører til selvopdagelse, konflikt og forsoning.

## Medvirkende
- Sofie Gråbøl
- Lene Maria Christensen
- Anders W. Berthelsen
- Søren Malling